# 马塞尔·布克霍恩
马塞尔·布克霍恩 （荷蘭語：Marcel Boekhoorn, 1959年10月30日—）是荷兰的亿万富豪和投资家，足球俱乐部NEC奈梅亨的投资人，奥韦汉德动物园老板。

## 生平
1959年出生在荷兰奈梅亨，考取注册会计师资格证之后，1994年创建了自己的投资公司Ramphastos Investments。 他在职期间收购和出售众多的公司，成为荷兰著名的投资家。
他同时还资助自己女婿，一级方程式锦标赛车手吉多·范德加德，他曾代表卡特汉姆车队参加2013年世界一级方程式锦标赛。